# Ишейки
Ишейки — село, центр сельской администрации в Темниковском районе. Население 248 чел. (2001), в основном русские.
Расположено на р. Большой Аксёл, в 25 км от районного центра и 65 км от железнодорожной станции Торбеево. Название-антропоним: владельцами этого населенного пункта были Ишеевы, служилые татары на Темниковской засечной черте. В «Списке населённых мест Тамбовской губернии» (1866) Ишейки (Михайловское) — село владельческое из 65 дворов (487 чел.) Темниковского уезда. В «Сборнике статистических сведений по Тамбовской губернии» (1883) Ишейки — село татарское, в нём насчитывалось 88 домохозяйств (571 чел.), 70 амбаров и сараев. В 2000 г. на базе СПК «11-я пятилетка» создан СХПК «Ишейский». В современном селе — начальная и средняя школы, отделение связи, 2 медпункта, Дом культуры, библиотека, магазин. Ишейки — родина советско-партийного руководителя А. З. Еникеева, землеустроителя З. З. Еникеева. В Ишейскую сельскую администрацию входят д. Бегишево (31 чел.), Дасаево (67), Идеево (54) и с. Енгуразово (47 чел.).

## Источник
- Энциклопедия Мордовия, А. Н. Камдин.